# Samir Bouchlaghem
Samir Bouchlaghem (arabe : سمير بوشلاغم), né en 1961, est un nageur tunisien.

## Carrière
Samir Bouchlaghem est médaillé d'or du 200 mètres papillon, du relais 4 x 100 mètres nage libre et du relais 4 x 100 mètres quatre nages ainsi que  médaillé d'argent du 100 mètres papillon aux championnats d'Afrique 1977 à Tunis.
Aux Jeux africains de 1978 à Alger, il est médaillé d'or du 200 mètres papillon et du 400 mètres quatre nages et médaillé d'argent du 1 500 mètres nage libre ainsi que du 200 mètres dos.
Aux Jeux africains de 1987 à Nairobi, il est médaillé d'or du 1 500 mètres nage libre, du 200 mètres papillon, du 200 mètres quatre nages et du 400 mètres quatre nages et médaillé d'argent du 50 mètres nage libre ainsi que du 400 mètres nage libre.